# Diaminopimelinsav
A diaminopimelinsav (DAP) egy nem-fehérjeépítő aminosav. A lizin ε-karboxi-származéka.
Bizonyos baktériumok sejtfalának jellemzője. Jelenlétében a baktériumok normál módon növekszenek, hiányában azonban nem képesek a növekedés során új sejtfal-proteoglikánokat előállítani.
A Braun-féle lipoproteinek diaminopimelinsavon keresztül kapcsolódnak a Gram-negatív sejtfalakhoz. 

## Hasonló vegyületek
- Lizin
- Pimelinsav
- ε-amino-kapronsav

## Fordítás
- Ez a szócikk részben vagy egészben  a   Diaminopimelic_acid című angol Wikipédia-szócikk fordításán alapul.  Az eredeti cikk szerkesztőit annak laptörténete sorolja fel. Ez a jelzés csupán a megfogalmazás eredetét és a szerzői jogokat jelzi, nem szolgál a cikkben szereplő információk forrásmegjelöléseként.
- Ez a szócikk részben vagy egészben  a   Braun's_lipoprotein című angol Wikipédia-szócikk fordításán alapul.  Az eredeti cikk szerkesztőit annak laptörténete sorolja fel. Ez a jelzés csupán a megfogalmazás eredetét és a szerzői jogokat jelzi, nem szolgál a cikkben szereplő információk forrásmegjelöléseként.
- Ez a szócikk részben vagy egészben  a   Peptidoglycan című angol Wikipédia-szócikk fordításán alapul.  Az eredeti cikk szerkesztőit annak laptörténete sorolja fel. Ez a jelzés csupán a megfogalmazás eredetét és a szerzői jogokat jelzi, nem szolgál a cikkben szereplő információk forrásmegjelöléseként.
- Ez a szócikk részben vagy egészben  a   Proteoglycan című angol Wikipédia-szócikk fordításán alapul.  Az eredeti cikk szerkesztőit annak laptörténete sorolja fel. Ez a jelzés csupán a megfogalmazás eredetét és a szerzői jogokat jelzi, nem szolgál a cikkben szereplő információk forrásmegjelöléseként.
- Ez a szócikk részben vagy egészben  a   Gram-negative című angol Wikipédia-szócikk fordításán alapul.  Az eredeti cikk szerkesztőit annak laptörténete sorolja fel. Ez a jelzés csupán a megfogalmazás eredetét és a szerzői jogokat jelzi, nem szolgál a cikkben szereplő információk forrásmegjelöléseként.

## Külső hivatkozások
1. ↑  Proteoglikánok a májban. [2010. július 5-i dátummal az eredetiből archiválva]. (Hozzáférés: 2011. március 20.)
2. ↑  Referátum. Bizonyítékok a Venastat (estin) lizoszomális enzimek szérum-aktivitásának csökkentésére